# Духовничее
Духовничее (укр. Духовниче) — село, 
Лантратовский сельский совет,
Ахтырский район,
Сумская область,
Украина.
Код КОАТУУ — 5920385402. Население по переписи 2001 года составляет 106 человек .

## Географическое положение
Село Духовничее находится на расстоянии до 2-х км от сёл
Молодецкое, Качановка и Щомы.
К селу примыкают небольшие лесные массивы.